# Rui Esteves
Pour les articles homonymes, voir Esteves.
Rui Esteves, de son nom complet Rui Manuel Guerreiro Nobre Esteves, né le 30 janvier 1967 à Lisbonne, est un footballeur portugais évoluant au poste de milieu offensif. Il s'est reconverti en entraîneur de football après sa carrière de joueur.

## Biographie

### Joueur
Né à Lisbonne, Esteves commence sa carrière professionnelle à l'âge de 18 ans, jouant pour plusieurs équipes de la Segunda Liga, principalement dans la région de l'Algarve : SCU Torreense, SC Olhanense et Louletano DC,.
Il fait ses débuts en Primeira Liga lors de la saison 1990-91, mais ne joue que six matchs pour SC Farense avant de retourner en deuxième division, représentant de nouveau Louletano et Torreense,.
Fin 1994, après avoir aidé le Vitória Setúbal à terminer à la sixième place en Primeira Liga, Esteves s'engage avec le SL Benfica. Cependant, il ne parvient pas à s'imposer dans son club formateur et est prêté en Angleterre au Birmingham City. Il ne joue qu'un seul match avec les Blues, une apparition de 45 minutes en Auto Windscreens Shield contre Leyton Orient.
Il retourne au Portugal à l'été 1995 et rejoint les voisins du Benfica, CF Belenenses, où il joue deux saisons en première division. Il termine ensuite sa carrière à l'âge de 33 ans après des expériences en Asie, évoluant dans la K-League avec les Daewoo Royals et dans le championnat chinois avec le Beijing Guoan,.

### Entraîneur
Après sa retraite en tant que joueur, Rui Esteves s'oriente vers une carrière d'entraîneur, prenant en charge plusieurs clubs portugais.